# I May Destroy You
I May Destroy You ou Je pourrais te détruire au Québec, est une série télévisée dramatique britannique en douze épisodes d'environ 30 minutes créée par Michaela Coel diffusée du 8 juin au 14 juillet 2020 sur la BBC One et du 7 juin 2020 au 24 août 2020 sur HBO.
La série explore la question du consentement sexuel dans la vie contemporaine. Acclamée par la critique, la série est boudée aux Golden Globes, mais multi-récompensée aux Bafta 2021.
Au Québec, elle a été diffusée en VOSTFr à partir du 9 juin 2020 à Super Écran. Elle reste inédite dans les autres pays francophones.

## Synopsis
Arabella passe une soirée très arrosée avec des amis dans un bar londonien. Le lendemain matin, des images violentes lui reviennent, qui suggèrent qu'elle a été victime d'un viol par un homme qu'elle n'arrive pas à identifier. Elle enquête avec le soutien de ses amis, Terry et Kwame,.

## Distribution
Acteurs principaux
- Michaela Coel (VF : Déborah Claude) : Arabella
- Weruche Opia (VF : Youna Noiret) : Terry
- Paapa Essiedu (VF : Mike Fédée) : Kwame
- Stephen Wight (en) : Ben, le colocataire d'Arabella

Acteurs secondaires
- Marouane Zotti (VF : Luca Bozzi) : Biagio
- Harriet Webb (VF : Vanina Pradier) : Theodora
- Aml Ameen (VF : Namakan Koné) : Simon
- Adam James (en) (VF : Alexis Victor) : Julian
- Natalie Walter (en) (VF : Edwige Lemoine) : Francine
- Andi Osho : Carrie

 Source et légende : version française (VF) sur RS Doublage

## Épisodes
1. Dans les Yeux Dans les Yeux Dans les Yeux Dans les Yeux (Eyes Eyes Eyes Eyes)
2. Quelqu'un ment (Someone Is Lying)
3. N'oublie pas la mer (Don't Forget the Sea)
4. C'était sympa (That Was Fun)
5. C'est apparu dans mes recommandations (…It Just Came Up)
6. L'Alliance (The Alliance)
7. Happy Animals (Happy Animals)
8. Dépasser les bornes (Line Spectrum Border)
9. Les réseaux sociaux sont un excellent moyen de communiquer (Social Media Is a Great Way to Connect)
10. Tout était formidable (The Cause the Cure)
11. Voulez-vous connaitre le sexe ? (Would You Like to Know the Sex?)
12. Délivrance (Ego Death)

## Production
En juin 2021, Michaela Coel, autrice et héroïne de la série I May Destroy You, rend hommage à Ita O'Brien, sa coordinatrice d'intimité sur le tournage, quand elle reçoit son prix de meilleure comédienne lors des British Academy Television Awards : « Merci Ita d'avoir fait de notre industrie un espace sûr, d'avoir créé des frontières physiques, émotionnelles et professionnelles pour que nous puissions faire des oeuvres sur l'exploitation et les abus sans être nous-mêmes abusés dans le processus » .

## Réception
La série est parmi les meilleures séries 2020 selon de nombreux palmarès de fin d'année: celui du Monde, de Slate, de Allociné, du Guardian et du Times.

## Distinctions

### Récompenses
- Bafta TV Awards 2021 :
  - Meilleure mini série
  - Meilleure actrice pour Michaela Coel
- 73e cérémonie des Primetime Emmy Awards 2021 :
  - Meilleur scénario pour une mini série ou un téléfilm pour Michaela Coel
  - Meilleure musique dans une série pour Clara Elwis et Matt Biffa